# スペクトル (ミール)
スペクトル（ロシア語: Спектр）はロシアのミール宇宙ステーションの5番目のモジュール。TKM-O、77KSO、11F77Oなどとも呼ばれ、TKS型のモジュールである。地球環境のリモートセンシング観測のために設計され、大気・地表観測装置などを搭載していた。スペクトルは4枚の太陽電池アレイを装備し、ステーション全体の電力の半分近くを発生していた。

## 設備
スペクトルは元々、トップシークレットの軍事計画(コードネーム)"Oktant"の一部として開発されていた。当時は宇宙からの地上監視とソ連の対ミサイル防衛の試験が計画されていた。監視装置はドッキングポートとは反対側のモジュール外部に設置されていた。スペクトルの核心部は"Pion"（ボタン科の意）というコードネームの実験光学望遠鏡であり、これらの機構によってミサイルの追跡を行う計画だった。また、同じ位置に追尾目標として使うのための2台の発射装置がついていた。これらの実験装置は1985年にサリュート7号にドッキングしたトップシークレットのTKS-Mモジュールの研究の継続であり、アルマースから連なるものであった。しかしながら冷戦の終結とロシアの宇宙関連予算の縮減によって、モジュールは打ち上げられないままになっていた。
1990年代の中ごろ、米露間の宇宙開発協力が進展し、シャトル・ミール計画が始まると、NASAは米国製の実験装置を600kgから700kg積み込むことを交換条件に、スペクトルとプリローダモジュールを完成させて、打ち上げるための資金提供に合意した。"Oktava"軍事コンポーネントは追加で2枚の太陽電池アレイを取り付けるための円錐形の台座に取り替えられた。また、ターゲットの放出に使う予定であったOktava用のエアロックは、真空空間への曝露実験や放射線の影響調査を目的として使われることになった。打ち上げ後、スペクトルは手狭であったミール宇宙ステーションの容積を広げ、1997年6月に衝突事故が起きるまでアメリカ人宇宙飛行士の居住区画や研究室として利用されることとなった。

### 装置一覧
搭載された観測装置は以下のとおり。
- 286K 双眼放射計

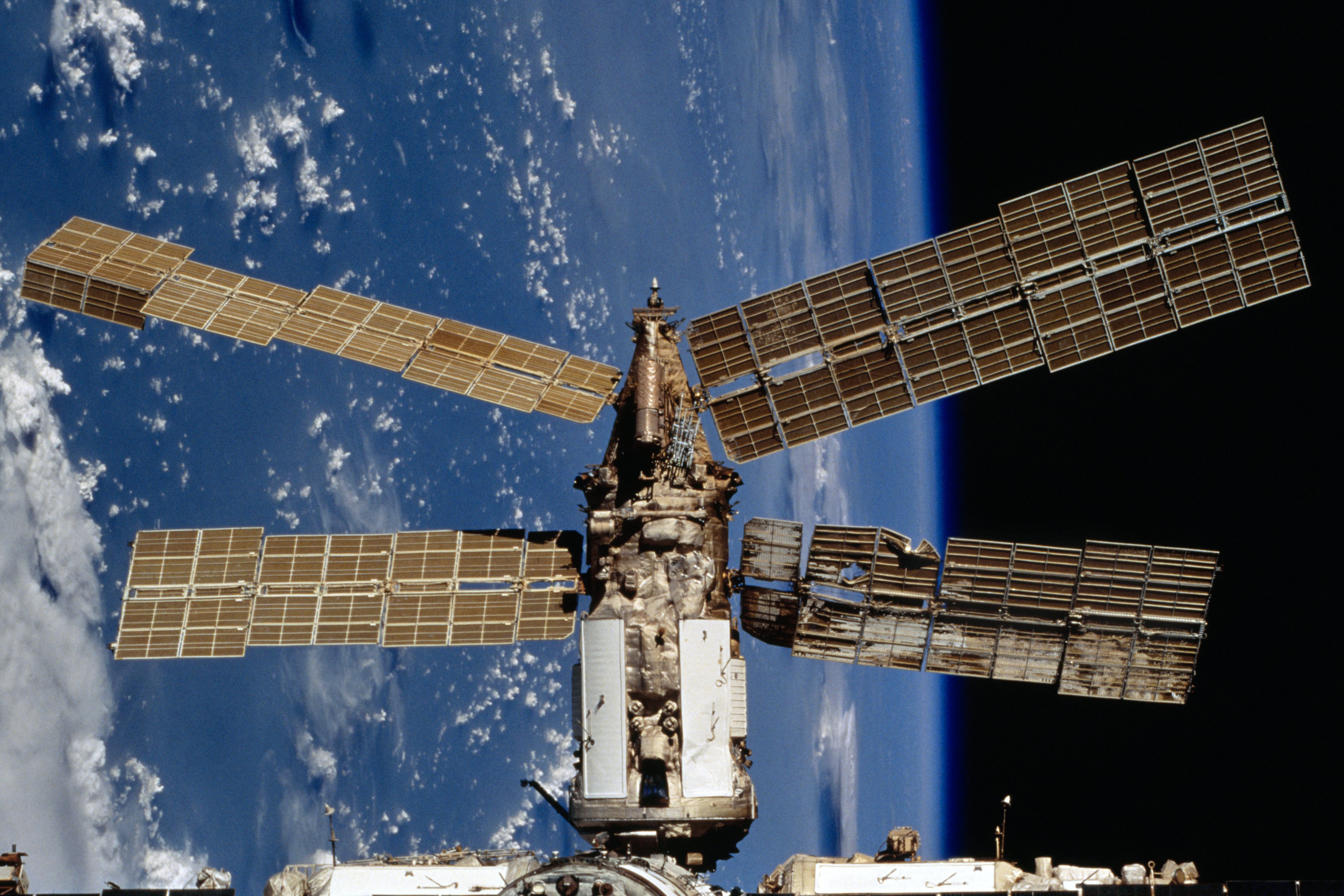
衝突事故後のスペクトル

- Astra2 - ミール内の大気の微量成分の監視
- Balkan1ライダー - 高層雲の高度測定、5320オングストロームのレーザーを使用し、4.5mの解像度であった。
- EFO2 光度計
- KOMZA - 星間ガス検出器
- MIRAS吸光分光装置 - 中性大気組成の測定
- Phaza スペクトロメーター - 地表研究。0.340-285マイクロメーターの波長を調査し、200kmの解像度。
- Taurus/Grif - ミールの励起X線/ガンマ線のバックグラウンドのモニタ。
- VRIZ 紫外線分光放射計

## 衝突事故

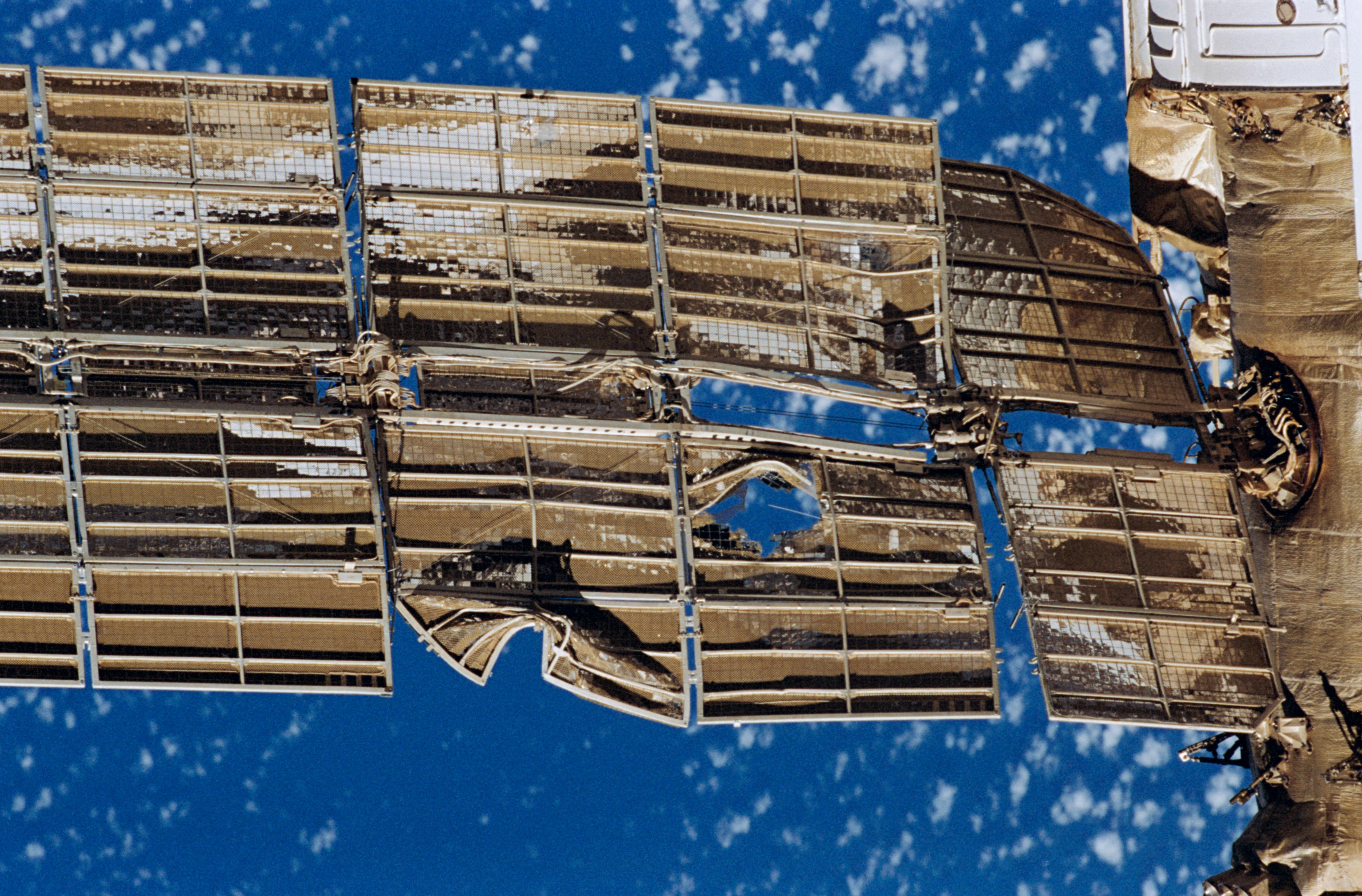
破損したスペクトルのソーラーアレイ

1997年6月25日、クバント1へのドッキング操作中であった無人補給船プログレス M-34が進路を逸れ、スペクトルに衝突した。この衝突によってスペクトルの太陽電池アレイのうち一枚がダメージを受け、モジュールの与圧隔壁に穴が開き、与圧が失われた。スペクトルモジュールはミール全体が減圧するのを防ぐためにハッチを閉じて残りのモジュールから隔離されたが、この際に急いで電力ケーブルを外す必要があったため、火災時用の斧でケーブルの切断が行われた。この影響で、スペクトルの太陽電池アレイからの電力供給が途絶えた。
1997年8月、ソユーズTM-26で派遣されたアナトリー・ソロフィエフとパーヴェル・ヴィノグラードフが、減圧状態のスペクトルモジュール内部で船外活動を行い、ハッチを改造して配線を通せるようにしたことで配線接続の回復に成功した。2回目のスペクトル内部での船外活動は1997年10月に行われ、2枚の太陽電池アレイを自動制御で太陽に向けられるようにするためにコンピュータシステムに接続した。これらの修理によって電力の供給量は最大で衝突前の約70%にまで戻った。
その後幾度かにわたって空気漏れの穴を探す作業が行われたが、発見にまでは至らなかった。故障したスペクトルはミールの残りの部分から孤立したままの状態に置かれた。空気漏れ箇所は2000年4月に発見されたが、スペクトルは修理されないままミール本体と共に2001年3月にその生涯を終えた。

## 断面図

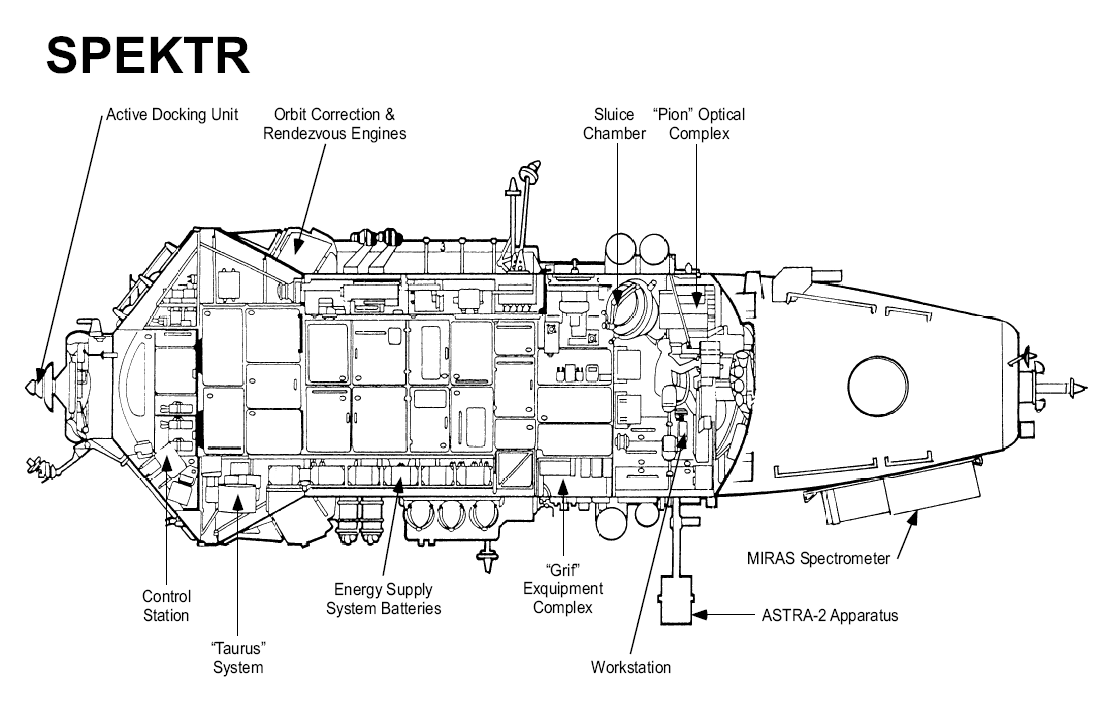
スペクトルの断面図

## ギャラリー

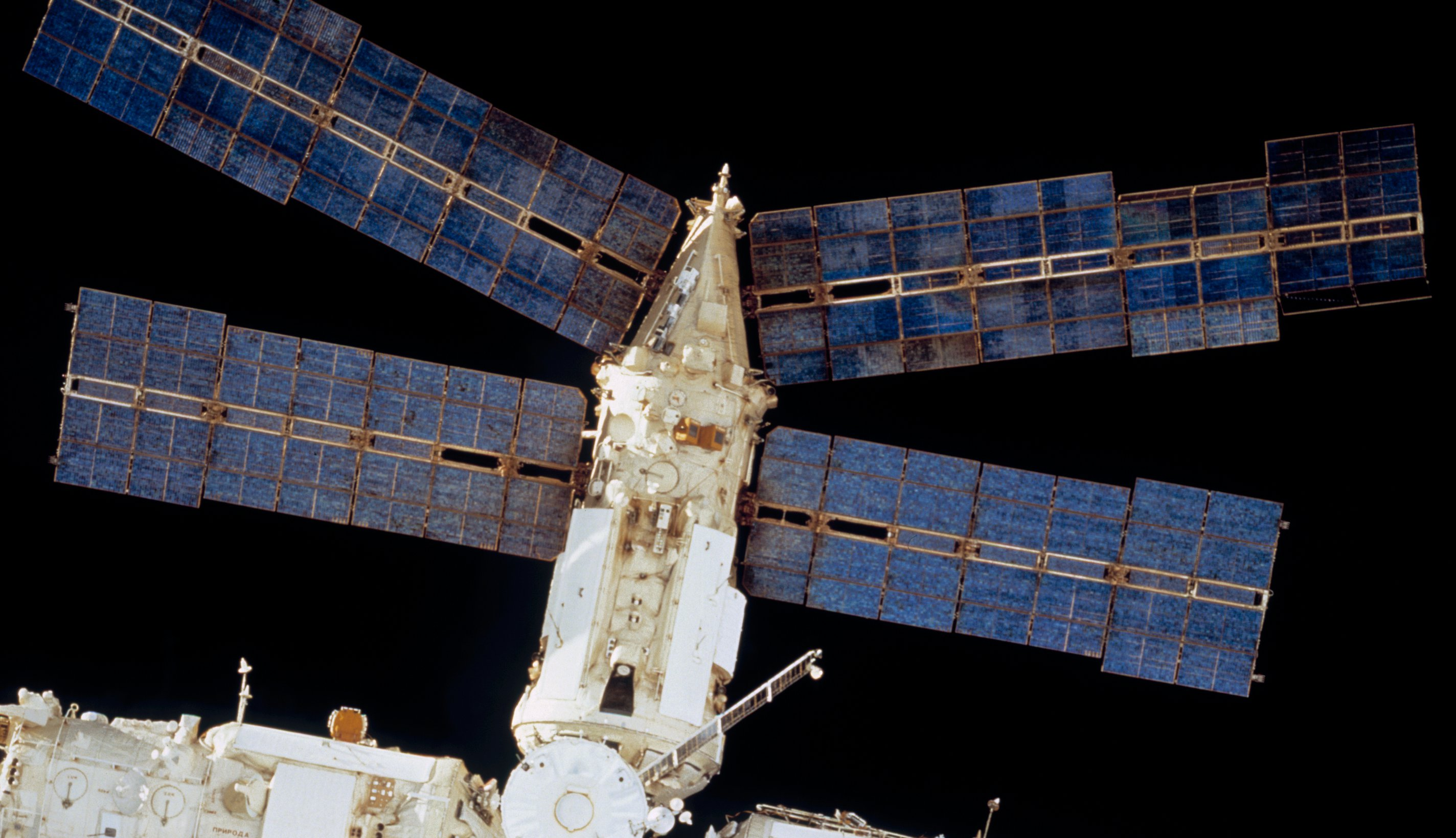
衝突前の様子、裏側から。
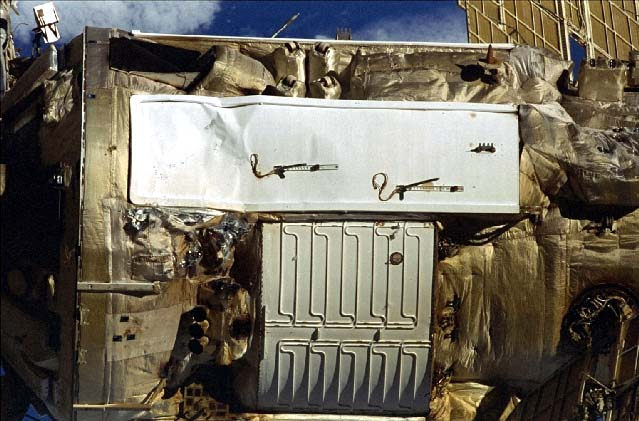
スペクトルの破損したラジエーター
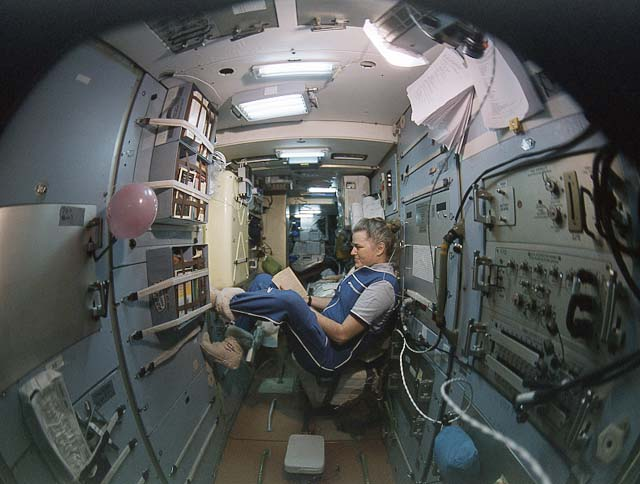
内部
ミール全体におけるスペクトルの位置（右側の灰色の部分）。

## 註
1. ↑  Anikeev, Alexander. “Module "Spektr" of orbital station "Mir"”.   Manned Astronautics. 2007年2月25日時点のオリジナルよりアーカイブ。2007年4月16日閲覧。
2. 1 2  Zak, Anatoly. “Spacecraft: Manned: Mir: Spektr”.   RussianSpaceweb.com. 2007年4月16日閲覧。
3. 1 2  Wade, Mark. “Spektr”.   Encyclopedia Astronautica. 2007年4月7日時点のオリジナルよりアーカイブ。2007年4月16日閲覧。
4. ↑  “Take a Tour of Mir: Spektr”.   WGBH Educational Foundation (2000年11月). 2007年4月7日時点のオリジナルよりアーカイブ。2007年4月16日閲覧。